# Camalaniugan
Camalaniugan is een gemeente in de Filipijnse provincie Cagayan op het eiland Luzon. Bij de laatste census in 2007 had de gemeente ruim 22 duizend inwoners.

## Geografie

### Bestuurlijke indeling
Camalaniugan is onderverdeeld in de volgende 28 barangays:
| - Abagao - Afunan Cabayu - Agusi - Alilinu - Baggao - Bantay - Bulala - Casili Norte - Casili Sur - Catotoran Norte - Catotoran Sur - Centro Norte - Centro Sur - Cullit | - Dacal-Lafugu - Dammang Norte - Dammang Sur - Dugo - Fusina - Gang-ngo - Jurisdiction - Luec - Minanga - Paragat - Sapping - Tagum - Tuluttuging - Ziminila |

## Demografie
Camalaniugan had bij de census van 2007 een inwoneraantal van 22.489 mensen. Dit zijn 1.303 mensen (6,2%) meer dan bij de vorige census van 2000. De gemiddelde jaarlijkse groei komt daarmee uit op 0,83%, hetgeen lager is dan het landelijk jaarlijks gemiddelde over deze periode (2,04%). Vergeleken met de census van 1995 is het aantal mensen met 2.574 (12,9%) toegenomen.

De bevolkingsdichtheid van Camalaniugan was ten tijde van de laatste census, met 22.489 inwoners op 76,5 km², 260,3 mensen per km².